# Дилгий Припек
Ди́лгий При́пек (болг. Дълги припек) — село у Великотирновській області Болгарії. Входить до складу общини Златариця.

## Населення
За даними перепису населення 2011 року у селі проживали 52 особи, усі — турки.
Розподіл населення за віком у 2011 році:
Динаміка населення: